# Fantasdic
Fantasdic е многоплатформен, свободен речников софтуер, поддържащ множество източници на речникови данни. Написан е на програмния език Ruby, предимно за графичната среда GNOME, но работи и на други платформи, включително – Windows.

## Поддържани източници
Речникът поддържа следните източници на речникови данни:
- локални бази данни в следните формати:
  - EDICT
  - Dictd файлове – формат предназначен за ползване от DICT сървъри.
  - EPWING – формат популярен в Япония.
  - StarDict файлов формат.
- DICT речникови сървъри
- Google Translate – може да използва преводача на Гугъл.